# .eu
A .eu az Európai Unió internetes legfelső szintű tartomány (TLD) kódja. A kezdeti időszakban a védjegytulajdonosok kaptak jogot arra, hogy regisztráltathassák címeiket. A teljesen szabad regisztráció 2006. április 7-én kezdődött.
A szabad regisztráció első egy éve alatt több mint 2,5 millió domainnevet regisztráltak, ezzel Európában a 3., világszinten a 7. legnépszerűbb TLD. A legtöbb igénylés Németországból (31%), az Egyesült Királyságból (17%) és Hollandiából (12%) érkezett.

## Az EU hivatalai és a .eu
A .europa.eu területet az EU lefoglalta magának és intézményeinek. Elkezdték ide átirányítani a .eu.int végződésű oldalakat, s 2006. május 9-ére, Európa Napjára be is fejezték.

## Ötletes címek
Mióta bárki regisztrálhat .eu végződésű címeket, sok portugál nyelvű oldal regisztrációját várják, mert eu portugálul annyit jelent: én.